# Coney Island Polar Bear Club
Der 1903 gegründete Coney Island Polar Bear Club ist der älteste Eisschwimmverein in den Vereinigten Staaten. Jeden Sonntag von Oktober bis April schwimmen seine Mitglieder im Atlantik vor Coney Island. Beim alljährlichen Neujahrsschwimmen nehmen jedes Jahr Schwimmer aus den gesamten USA teil (2005: 300 Teilnehmer, 6000 Zuschauer).
Bekannt wurde der Verein durch einen Beitrag zur Klimaerwärmung in der The Daily Show with Jon Stewart.